# Кијевска кнежевина
Кијевска кнежевина (рус. Ки́евское кня́жество била је јужноруска кнежевина са средиштем у Кијеву, која је постојала у доба Кијевске Руси и Велике кнежевине Литваније. У староруској епохи, Кијевска кнежевина заузимала је највиши положај у љествичном систему Рјуриковича. Послије Љубечког сабора 1097. посебност Кијевске кнежевине у поређењу са другим земљама-кнежевинама изражавала се у одсуству сопствене кнежевске династије. Огранци Рјуриковича из других кнежевина сматрали су власт у Кијеву знаком „старости”, што је редовно доводило до међусобних ратова за кијевски великокнежевски пријесто.

## Територија
У 12—13. вијеку, Кијевској кнежевини припадале су земље на десној обали Дњепра. Изузетак је био танак појас земље на лијевој обали са градом Саковом. На западу, Кијевска кнежевина се граничила са Галичком и Волинском кнежевином, на сјеверу западу са Турово-пинском, на сјевероистоку са Черниговском, а на истоку са Перејаславском. Јужно од кијевски посједа простирала се Половска степа, из које су редовно кретали напади на градове, села и манастире кијевске земље. За заштиту од номада постојало је неколико одбрамбених линија, која су се састојале од тврђава и бедема. То су било Пороска одбрамбена линија (спољна) дуж ријеке Рос и Стугнинска одбрамбена линија (унутрашња) дуж ријеке Стугне.
Особеност Кијевске кнежевине био је влеики број бојарских вотчина са утврђеним замковима, концентрисаним у старој земљи Пољана јужно од Кијева. Да би заштитила ове посједе од Кумана, већ у 11. вијеку, дуж ријеке Рос су насељене значајне масе номада које су Кумани протјерали из степа: Торци, Печенези и Берендеји, уједињени заједничким именом Црни клобуци. Чинило се да су били предвиђени за будућу граничку козачку коњицу и вршили граничну службу у степском простору између Дњепра, Стугне и Роса. Градови насељени црноклобучким племством (Јурјев, Торческ, Корсуњ, Дверен и др.) настали су дуж обала Роса. Бранећи Рус од Кумана, Торци и Берендеји су постепено усвајали руски језик, руску културу, па чак и руски биљински еп. Црни клобуци су играли важну улогу у политичком животу Руси у 12. вијеку и често су утицали на избор једног или другог кнеза.
Кијевска кнежевина је обухватала некадашње племенске земље Пољана и Древљана и била је најгушће насељена руска кнежевина предмонголског доба. Око Кијева били су концентрисани велики градови Вишгород, Белгород и Васиљков, штитећи пријестоницу са сјевера, запада и југа. На сјеверу кнежевине били су градови Мозир, Брагин и Чернобил, на сјеверозападу Вручиј (Овруч), Искоростен и Ушица. У кијевском подњепарском региону налазили су се градови Звенигород, Тумаш, Красн, Халепје, Витачов, Трипоље, Чучин, Заруб, Иван, Свјатополч, Канев и Родењ. Трврђаве дуж ријеке Рос обухватале су Корсуњ, Богуслав, Јурјев, Володарка, Бакожин, Торческ и Дверен. У средишту кнежевине западно од Кијева били су градови Нејатин, Ростовец, Јарополч, Мунарев, Здвижењ, Котељница, Мическ, Городеск и Житомељ. У западном дијелу кнежевине налазили су градови Болоховске земље: Болохов, Колодјажин, Возвјагљ, Семоц, Деревич, Губин, Кобуд, Меџибож, Кудин и Божски. Болоховска земља се одвојила од Кијевске кнежевине почетком 13. вијека.
Као дио Велике кнежевине Литваније, Кијевска кнежевина је обухватала много веће пространство јужноруске земље. Након ликвидације Перејаславске и Черниговске кнежевине, њихове бивше земље припале су Кијевској кнежевини. Крајем 14. вијека, територијални обухват Кијевске кнежевине огледа се у љетописном „Списку руских градова даљних и ближих”. Најисточнији кијевски град био је не чувани Коршев, најзападнији Корец, а најсјевернији Могиљов.